# Westbank
Westbank est une communauté de la Colombie-Britannique. Elle fait partie du District de West Kelowna, auparavant « Westside District Municipality ». 
Elle est située en face de Kelowna, de l'autre côté du lac Okanagan et juste au nord de Summerland et de Peachland, ces quatre villes appartenant au même district régional de Central Okanagan. Son centre est à 15 km au sud-ouest de celui de Kelowna (source Google Maps).